# Bristol Phoenix
Le Phoenix était une version expérimentale du moteur Pegasus de la Bristol Aeroplane Company, adapté pour fonctionner sur le cycle de Diesel. Seuls quelques-uns ont été construits entre 1928 et 1932, bien que les échantillons montés sur un Westland Wapiti aient détenu le record d'altitude pour les avions à moteur diesel à 27 453 pieds (8 368 m) du 11 mai 1934 jusqu'à la  Seconde Guerre mondiale. Le principal avantage du Phénix était un meilleur rendement à vitesse de croisière, jusqu'à 35%.

## Variantes
- Phoenix I : - Version diesel du Pegasus IF, 380 ch.
- Phoenix IIM : - Version diesel du Pegasus IM, suralimentation moyenne 470 ch.

## Utilisations
- Westland Wapiti

## Caractéristiques (Phoenix I)
- type[2] :  moteur en étoile 9 cylindres diesel refroidi par air
- alésage : 146 mm
- course : 190 mm
- cylindrée : 28,7 l
- Longueur : 1 111 mm
- diamètre : 1 403 mm
- masse : 484 kg
- admission/échappement : Soupape en tête, deux soupapes par cylindre, admission et échappement et actionnés par poussoir.
- carburant : Gazole
- refroidissement : refroidi par air
- puissance : 380 ch (283 kW) à 2000 tr/min au niveau de la mer.
- Densité de puissance volumique : 9,9 kW / l
- compression : 14:01
- Puissance massique : 0,6 kW/kg

### Développements liés
- Bristol
- Bristol Pegasus

### Similaires
- BMW 114-V4 (en)
- Packard DR-980

### Listes
- Liste des moteurs d'avions